# Тервиллиджер, Джон
Джон Ричард Тервиллиджер (англ. John Richard Terwilliger; род. 14 декабря 1957, Альбукерке, Нью-Мексико) — американский гребец, выступавший за сборную США по академической гребле в период 1979—1988 годов. Серебряный призёр летних Олимпийских игр в Лос-Анджелесе, обладатель бронзовой медали чемпионата мира, чемпион Игр доброй воли в Москве, победитель и призёр многих регат национального значения.

## Биография
Джон Тервиллиджер родился 14 декабря 1957 года в городе Альбукерке, штат Нью-Мексико.
Занимался академической греблей во время учёбы в Сиэтлском тихоокеанском университете, состоял в местной гребной команде, неоднократно принимал участие в различных студенческих регатах, в частности становился победителем Dad Vail Regatta.
Дебютировал на взрослом международном уровне в сезоне 1979 года, когда вошёл в основной состав американской национальной сборной и выступил на чемпионате мира в Бледе — в зачёте распашных безрульных четвёрок сумел квалифицироваться лишь в утешительный финал B и расположился в итоговом протоколе соревнований на восьмой строке.
Находился в составе олимпийской сборной, которая должна была участвовать в летних Олимпийских играх 1980 года в Москве, однако Соединённые Штаты вместе с несколькими другими западными странами бойкотировали эти соревнования по политическим причинам. Много лет спустя за пропуск этой Олимпиады Тервиллиджер был награждён Золотой медалью Конгресса США.
В 1982 году на мировом первенстве в Люцерне стал четвёртым в восьмёрках.
На чемпионате мира 1983 года в Дуйсбурге в той же дисциплине занял итоговое седьмое место.
Благодаря череде удачных выступлений удостоился права защищать честь страны на домашних Олимпийских играх 1984 года в Лос-Анджелесе. В составе экипажа-восьмёрки пришёл к финишу вторым, уступив в решающем заезде только команде из Канады, и тем самым завоевал серебряную олимпийскую медаль.
После лос-анджелесской Олимпиады Тервиллиджер остался в составе гребной команды США на ещё один олимпийский цикл и продолжил принимать участие в крупнейших международных регатах. Так, в 1986 году в восьмёрках он одержал победу на Играх доброй воли в Москве и взял бронзу на чемпионате мира в Ноттингеме.
На мировом первенстве 1987 года в Копенгагене в программе рулевых двоек финишировал пятым.
Находясь в числе лидеров американской национальной сборной, благополучно прошёл отбор на Олимпийские игры 1988 года в Сеуле. На сей раз стартовал в зачёте рулевых четвёрок и показал на финише пятый результат. Вскоре по окончании этих соревнований принял решение завершить спортивную карьеру.
Впоследствии работал агентом по торговле недвижимостью в Сан-Диего.